# Telgate
Telgate is een gemeente in de Italiaanse provincie Bergamo (regio Lombardije) en telt 4598 inwoners (31-12-2004). De oppervlakte bedraagt 8,1 km², de bevolkingsdichtheid is 580,5 inwoners per km².

## Demografie
Telgate telt ongeveer 1838 huishoudens. Het aantal inwoners steeg in de periode 1991-2001 met 12,8% volgens cijfers uit de tienjaarlijkse volkstellingen van ISTAT.
| Jaar | Inwoneraantal |
| ---- | ------------- |
| 1991 | 3715          |
| 2001 | 4190          |
| 2004 | 4598          |

## Geografie
De gemeente ligt op ongeveer 191 m boven zeeniveau.
Telgate grenst aan de volgende gemeenten: Bolgare, Chiuduno, Grumello del Monte, Palazzolo sull'Oglio (BS), Palosco.